# Humilde Residência
"Humilde Residência" é uma canção do cantor sertanejo brasileiro Michel Teló contida no seu segundo álbum ao vivo, Na Balada (2011). Foi composta por Tiago Marcelo e Malcolm Lima com o auxilio de Luiz Henrique e Fernando, e produzida por Dudu Borges. A gravação da canção decorreu em 2011 nos estúdio TopMusic-BR em São Paulo. Foi lançada como airplay em 18 de dezembro de 2011 no Brasil, e nas rádios como música de trabalho em Janeiro de 2012.
Os membros da crítica apreciaram a música pelos vocais apresentando por Miche Teló e elogiaram a misturas dos ritmos sertanejo e samba-rock. A canção teve uma repercussão moderada nas tabelas musicais, se igualando as canções "Fugidinha" e "Ai Se Eu Te Pego ao chegar a primeira posição no ranking da Crowley Broadcast Analysis. Nos gráficos brasileiros da Billboard, a faixa desempenhou-se na primeira posição no Hot 100 e Hot popular.
O vídeo musical para a divulgação do single foi lançado a 16 de novembro de 2011 através do portal VEVO. As cenas retratam um ambiente comemorativo, com imagens captadas durante vários concertos da turnê entre outros cenários que mostravam a gravação do álbum Na Balada. O projeto teve a direção de Fernando Hiro e Junior Jacques, com a maioria das memórias a pertencer aos quatro dias da gravação de seu álbum.

## Antecedentes e composição
"Humilde Residência" foi escolhido como o segundo single do álbum. Teló cantou pela primeira vez em entrevista ao portal R7, a canção é uma mistura de sertanejo e samba-rock. O videoclipe estreou em 9 de dezembro de 2011, através do seu página no twitter. A faixa foi gravada no estúdio TopMusic em São Paulo, no dia 27 de novembro de 2011.
Foi composta por Tiago Marcelo, Malcolm Lima, Luiz Henrique e Fernando compositores do interior de São Paulo, quem mostrou ao cantor foi Dudu Borges seu Produtor musical. De acordo com Tiago Marcelo eles e sua equipe enviou a Teló cerca de dez músicas e não esperava que [Humilde Residência] seria a escolhida. O cantor disse que quem escolheu a música foi Dudu Borges, e comentou: "Ele conhece o meu estilo, crescemos juntos musicalmente falando. Ela tinha essa levadinha. Nosso desafio é achar o meio termo: colocar a sanfona, ter os elementos da música sertaneja. Temos que transformar as músicas. Decidimos ter um pouco do samba rock. Fazemos essas loucuras com alegria, curtindo, para a galera curtir também."

## Recepção da crítica

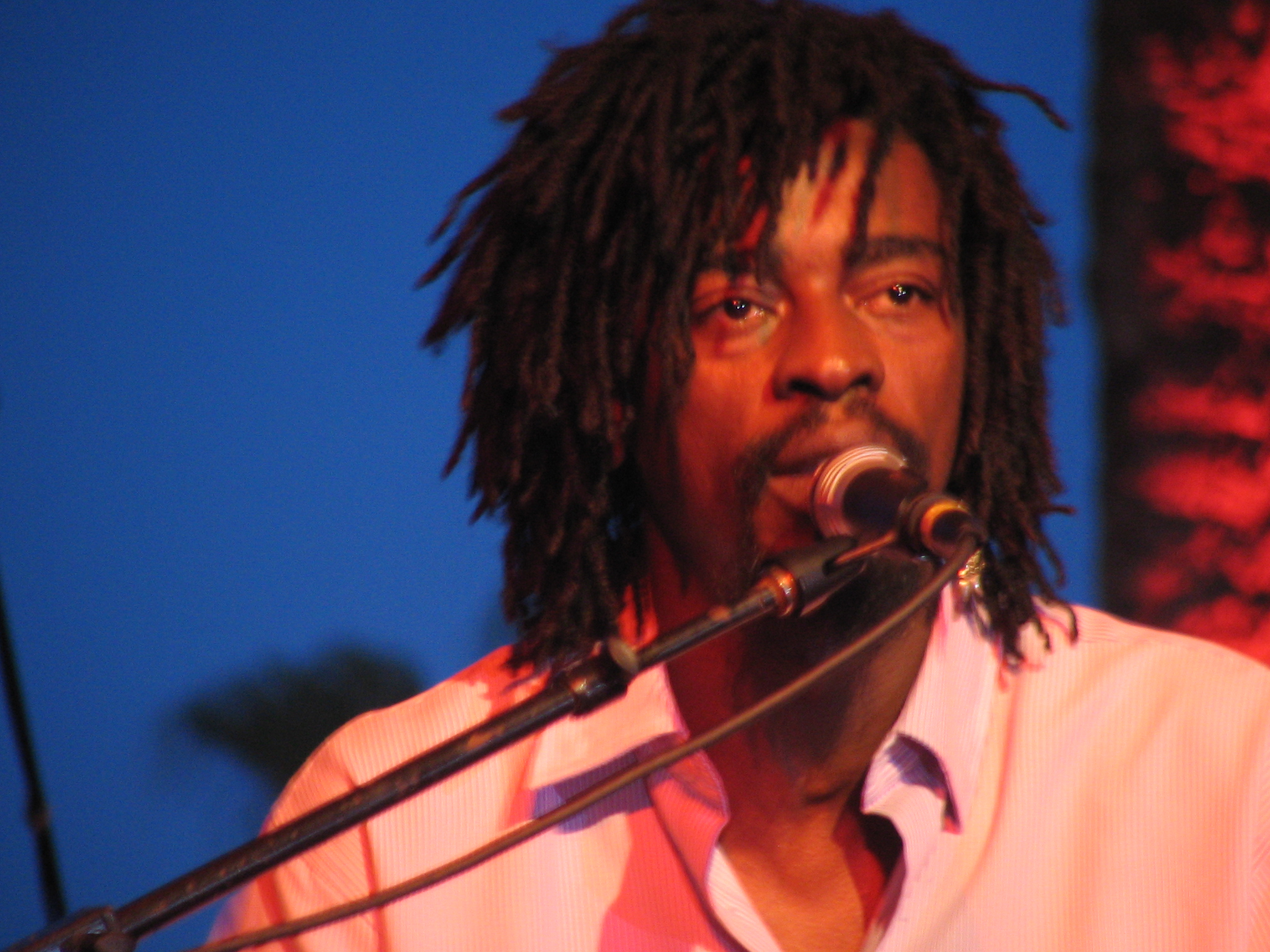
A faixa foi comparada as músicas de Seu Jorge.

Para Marcus Vinícius do portal terra o álbum não poderia começar com música melhor, a chamar de sensacional a canção “Humilde Residência”, que, assim como a “Fugidinha”, inova no ritmo ao incorporar um toque de samba rock, até então inédito na música sertaneja. Para o Jornal Extra a letra não passa de um milímetro de profundidade — Vou te esperar na minha humilde residência/ Pra gente fazer amor/ Mas eu te peço só um pouquinho de paciência/ A cama tá quebrada e não tem cobertor, e fez um questionamento: "Todo mundo crítica as músicas do Michel, mas com tanto sucesso, alguma coisa certa ele deve estar fazendo."
Para o portal R7, a faixa apresenta melodia infantil e letra melancólica, sendo o tipo de música para ser ouvir quando estiver de bem humor. Braulio Lorentz do portal G1 em uma crítica positiva, elogiou o desempenho do cantor e a comparou com as músicas do cantor Seu Jorge. Lorentz comentou: "O que faz Humilde Residência lembrar as músicas de Seu Jorge, é simplesmente o estilo de cantar, que é de uma forma despreocupante."

## Videoclipe e uso na mídia
O video foi gravado no Gravado no Wood's Bar durante um show no dia 20 de julho de 2011, sendo retirado do álbum ao vivo Na Balada. Foi lançado a 25 de julho do mesmo ano. Tem a direção de Fernando Hiro e Junior Jacques e foi filamdo em forma de documentário. Mostra cenas de Teló em sua turnê Ai Se Eu Te Pego! - A Festa e nas gravações do álbum Na Balada. Até o mês de abril de 2012, o vídeo já tinha sido visualizado 13 milhões de vezes. A canção faz parte da trilha sonora da telenovela Avenida Brasil, sendo tema de Muricy, personagem de Eliane Giardini, que namora com um homem mais jovem e humilde, Adauto, personagem de Juliano Cazarré.

## Interpretações ao vivo
A canção foi promovida em diversos programas televisivos do Brasil. O cantor interpretou a canção em 27 de março de 2012 no programa televisivo, Domingão do Faustão, no dia 30 na TV Xuxa e a 3 de maio no Altas Horas. Na festa de comemoração do programa Legendários, no dia 16 de março, Teló apresentou um Mashup das faixas "Humilde Residência" e "Festa no Apê" em dueto com Latino.
No mês de abril, Teló cantou a música no programa Hoje em Dia. Em maio, o cantor apresentou a canção nos programas radiofônicos da Transamérica FM e da Band FM. A canção fez parte do alinhamento da digressão mundial Ai Se Eu Te Pego! - A Festa.
Na Espanha, o cantor apresentou a canção no dia 14 de janeiro de 2012, no programa televisivo El Hormiguero, do canal Antena 3. Em 27 de maio de 2012, o cantor apresentou a canção juntamente com "Fugidinha" e "Ai Se Eu Te Pego" no Festival de Cannes na França. No mesmo dia ele interpretou as três canções no programa televisivo francês, Le Grand Journal do Canal+.

## Desempenho nas paradas
"Humilde Residência" fez sua estreia na Billboard Brasil Hot 100, antes de seu lançamento oficial, que decorreu no mês de janeiro, na trigésima quarta posição, no mês seguinte após ser lançado avançou para vigésima oitava e no mês de março alcançou a terceira posição. "Humilde Residência" chegou a segunda posição no gráfico da Crowley Broadcast Analysis, e se tornou a terceira música do cantor a alcançar o topo das mais tocadas semanalmente da Crowley Broadcast Analysis, sendo "Fugidinha" e "Ai Se Eu Te Pego" na primeira posição.
| Paradas musicais (2012)               | Melhores posições |
| ------------------------------------- | ----------------- |
| Brasil (Billboard Brasil Hot 100)     | 1                 |
| Brasil (Billboard Brasil Hot Popular) | 1                 |
| Brasil (Crowley Broadcast Analysis)   | 1                 |